# Heinz Munding
Heinz Munding (* 21. Februar 1923 in Konstanz; † 15. Januar 2004) war ein deutscher Altphilologe und Fachdidaktiker.
Munding studierte Griechisch, Latein und Philosophie in Freiburg i. B., Marburg und Frankfurt a. M, legte 1951 das Staatsexamen ab und promovierte 1952. Er arbeitete als Lektor an der Universität Mainz bis 1957 und unterrichtete von 1960 bis 1985 am Gymnasium am Kaiserdom in Speyer. Ab 1963 war er Fachleiter für Griechisch am Studienseminar Speyer, später auch für das neue Schulfach Ethikunterricht.
Mit Hesiods Erga in ihrem Verhältnis zur Ilias (1959) stieß er eine Debatte über seine Thesen an. Als Fachdidaktiker prägte er den Begriff Existenzieller Transfer, um auf die Notwendigkeit hinzuweisen, den Stoff für Schüler bedeutsam zu machen. Durch Vergleich der antiken Verhältnisse mit analogen modernen könne die antike Fremderfahrung das im Text liegende Sinnpotenzial besser erschließen, besonders wenn affektive Momente hinzutreten wie Beunruhigung oder Erschrecken.

## Werke (Auswahl)
- Hesiods Erga in ihrem Verhältnis zur Ilias, Klostermann, Frankfurt/M. 1959
- Antike Texte – aktuelle Probleme. Existenzieller Transfer im altsprachlichen Unterricht, Buchners Bamberg 1985
- Antike als Gegenbild. Humanistische Streiflichter zur Industriekultur, Pilger, Speyer 1990 ISBN 3-87637-041-8
- Besinnung im Strom, Fouqué Egelsbach 1997 ISBN 3-8267-4218-4